# Tito (diacono e martire)
Tito (... – Roma, 426 o 420) fu un diacono romano che subì il martirio; è venerato come santo dalla Chiesa cattolica.

## Agiografia
Poco o nulla si conosce della vita del santo. Si sa però che venne pubblicamente trucidato da un tribuno mentre distribuiva elemosine ai poveri. Gli storici riferiscono che il tribuno si chiamava Felice. Dal Muratori sappiamo che Felice fu generale dell'imperatore d'Occidente Valentiniano III, durante il pontificato di Celestino I, quindi possiamo datare il martirio nel 426.
Il corpo del santo fu sepolto nel cimitero sotterraneo di Ciriaca in Roma accanto ad altri santi diaconi martiri.

## Culto
Nel 1676 frate Giuseppe Cusani, O.S.A., vescovo della diocesi di Porfireone e assistente al Soglio Pontificio, mandò in dono a Camillo Brabanti, parroco di Casorate Sempione, il corpo di san Tito, scoperto con il suo proprio nome nel cimitero di Ciriaca. Per accogliere le reliquie, che furono autenticamente riconosciute da un'apposita commissione, il parroco Brabanti fece costruire nel 1679, ad opera di Antonio Pino, un artistico altare, che ancora oggi si ammira nella parrocchiale intitolata alla Beata Vergine Assunta.
Nel 1926, per iniziativa del parroco don Luigi Mariani, la comunità casoratese celebrò una solenne festa per ricordare il XV centenario del martirio del Santo. Da allora i festeggiamenti si ripetono ogni dieci anni. Nel 2016 la festa è giunta alla sua X edizione.